# Gyrodactylidea
Gyrodactylidea este un ordin de monogeneeni din subclasa Monopisthocotylea.